# ウィチタ級給油艦
ウィチタ級補給・給油艦 (ウィチタきゅうほきゅうきゅうゆかん、英語: Wichita-class replenishment oilers）は、アメリカ海軍の補給・給油艦（AOR）の艦級。

## 概要
本級は、攻撃空母戦闘群にとってのサクラメント級高速戦闘支援艦（AOE）に相当する、対潜空母戦闘群に対する総合的な補給任務を担う艦種として整備された。このため、AOEと同様に各種の補給物資を取り揃えた「ワン・ストップ補給」能力を備えつつ、弾薬の搭載量を削減し、また速力などで妥協してコスト低減を図った設計となっている。
ただし実際には、AOEがあまりに高価であり追加建造が滞ったこと、また特にベトナム戦争では空母が本来の機動運用よりも特定海域の哨戒任務に従事することが多かったこともあって、本級もAOEと同様に攻撃空母の支援に当たることも多かった。本級のこのような運用は成功を収めたと評価され、AOEの追加建造が棚上げされる一因となった。

## 設計
洋上移送
補給ステーションとしては、液体貨物用のものは左舷に4ヶ所、右舷に3ヶ所、またドライカーゴ用のものは両舷に2ヶ所ずつされている。なお、これらの補給ステーションにはラムテンショナーが設置されている。これは油圧と圧縮空気を利用した空気ばね式の張力緩衝装置であり、給油時のスパン・ワイヤーやドライ・カーゴ移送時のハイラインは、これを介してウィンチに巻かれることで、常に安定した状態になるよう張力を調整することができる。
物資格納
標準的な搭載内容は下記のとおりであった。
- 貨油：175,000バレル
- 弾薬：600トン
- 糧食：575トン

武装
初期の艦には後部格納庫がなく、76ミリ連装砲2基を搭載していた。後期の艦は格納庫を設け、76ミリ砲に代えてシースパロー艦対空ミサイル発射機を装備しており、後に前期艦も同様に改修された。また、各艦ともファランクス CIWSを追加装備している。

## 同型艦
冷戦終結による艦隊規模縮小によって本級は全て退役し、1990年代に除籍された。
| #     | 艦名                           | 造船所                                      | 起工            | 進水           | 就役            | 退役           | その後                                                              | 外部リンク |
| ----- | ------------------------------ | ------------------------------------------- | --------------- | -------------- | --------------- | -------------- | ------------------------------------------------------------------- | ---------- |
| AOR-1 | ウィチタ USS Wichita           | ジェネラル・ダイナミクス フォアリバー造船所 | 1966年 6月16日  | 1968年 3月16日 | 1969年 6月7日   | 1993年 3月12日 | 国防予備船隊にて保管 2013年2月4日、スクラップとして売却             |            |
| AOR-2 | ミルウォーキー USS Milwaukee   | ジェネラル・ダイナミクス フォアリバー造船所 | 1966年 11月29日 | 1969年 1月1日  | 1969年 11月1日  | 1994年 1月27日 | 2001年2月24日、連邦海事局に移管 2009年1月14日、スクラップとして売却 |            |
| AOR-3 | カンザスシティ USS Kansas City | ジェネラル・ダイナミクス フォアリバー造船所 | 1968年 4月20日  | 1969年 6月28日 | 1970年 10月7日  | 1994年 10月7日 | 国防予備船隊にて保管 2013年6月11日、スクラップとして売却            |            |
| AOR-4 | サバンナ USS Savannah          | ジェネラル・ダイナミクス フォアリバー造船所 | 1969年 1月22日  | 1970年 4月23日 | 1970年 12月5日  | 1995年 7月28日 | 連邦海事局に移管 2009年1月27日、スクラップとして売却                |            |
| AOR-5 | ワバッシュ USS Wabash          | ジェネラル・ダイナミクス フォアリバー造船所 | 1970年 1月21日  | 1971年 2月6日  | 1971年 11月20日 | 1994年 9月30日 | 国防予備船隊にて保管 2012年10月1日、スクラップとして売却            |            |
| AOR-6 | カラマズー USS Kalamazoo       | ジェネラル・ダイナミクス フォアリバー造船所 | 1970年 10月1日  | 1972年 11月1日 | 1973年 8月11日  | 1996年 8月16日 | 2008年7月16日、スクラップとして売却                                 |            |
| AOR-7 | ロアノーク USS Roanoke         | ナショナルスチール                          | 1974年 1月19日  | 1974年 12月7日 | 1976年 10月30日 | 1995年 10月6日 | 国防予備船隊にて保管 2012年10月1日、スクラップとして売却            |            |